# 樫本英彦
樫本 英彦（かしもと ひでひこ、1927年3月20日 - 2010年）は、日本の英語教諭。

## 略歴
1927年（昭和2年）3月20日、石川県金沢市に父・樫本竹治、母・美代子の6人兄弟の3男（末子）として生まれる。
金沢女子師範附属小学校、旧制石川県立金沢第二中学校、旧制第四高等学校、東京大学文学部独文科卒業後、金沢大学附属高等学校で英語教諭として定年まで勤務。定年後は北陸学院短期大学教養科教授、北陸大学薬学部非常勤講師を務めた。

## 人物
趣味は絵画、旅行、ファション、写真、読書と多趣味。特にイギリスの文化と歴史が好きで、蔵書も多く詳しかった。

## 著書
- 英作文基礎問題（中央図書出版社）
- ヨーロッパ五カ国一人旅（1983年、ヨシダ印刷）
- 旅と日々のページから（1994年、橋本確文堂）
- タビ・たび・旅（2003年、橋本確文堂）